# Marmouillé
Marmouillé település Franciaországban, Orne megyében. Lakosainak száma 126 fő (2018. január 1.). Marmouillé Nonant-le-Pin, Almenêches, Chailloué, Le Château-d’Almenêches és Godisson községekkel határos.

## Népesség
A település népességének változása:
| Lakosok száma | 195  | 189  | 161  | 119  | 117  | 158  | 162  | 147  | 128  | 126  |
|               | 1962 | 1968 | 1975 | 1982 | 1990 | 2008 | 2013 | 2015 | 2017 | 2018 |